# Naraggara
Naraggara (łac. Diocesis Naraggaritanus) – stolica historycznej diecezji we Cesarstwie rzymskim w prowincji Afryka Prokonsularna, sufragania metropolii Kartagina. Współcześnie w Tunezji. Obecnie katolickie biskupstwo tytularne.

## Biskupi tytularni
| Lp. | Biskup                              | Funkcja                              | Od                   | Do                   |
| --- | ----------------------------------- | ------------------------------------ | -------------------- | -------------------- |
| 1   | Ralph Leo Hayes                     | emerytowany biskup Davenport (USA)   | 20 października 1966 | 4 lipca 1970         |
| 2   | José de Jesús Clemens Alba Palacios | biskup pomocniczy Antequery (Meksyk) | 6 września 1970      | 21 lutego 1997       |
| 3   | Pierre d’Ornellas                   | biskup pomocniczy Paryża (Francja)   | 4 lipca 1997         | 19 października 2006 |
| 4   | Fausto Gaibor García                | biskup pomocniczy Riobamby (Ekwador) | 31 października 2006 | 3 maja 2011          |
| 5   | Andrzej Wypych                      | biskup pomocniczy Chicago (USA)      | 13 czerwca 2011      |                      |